# Solimão al-Mahri
Solimão al-Mahri (em árabe: سليمان بن أحمد بن سليمان المهري; romaniz.: Sulaymān ibn Aḥmad ibn Sulaymān al-Mahrī), foi um navegador, geógrafo e cosmógrafo árabe do século XVI (ca. 1480–1550). A sua obra, junto com a obra de Aḥmad ibn Mājid, constitui o mais importante corpus náutico premoderno em língua árabe.

## Obras
Com exceção do seu tratado astronómico, Mir’at al-salāk li-kurāt al-aflāk, todas as suas obras foram publicadas pela primeira vez em árabe por Ibrahim Khoury em Damasco, em 1971, como parte da coleção de quatro volumes Al-ʿUlūm al-baḥrīyah ʿinda al-ʿarab (Ciências Marítimas entre os Árabes).
- al-ʿUmda al-mahriyya fī ḍabṭ al-ʿulūm al-baḥriyya (Pilar de Al-Mahrī sobre a Exatidão das Ciências Marítimas). Esta é reconhecida como a obra mais importante do al-Mahri, e foi em parte traduzida ao turco pelo almirante Seydi Ali Reis (en:Seydi Ali Reis).

- al-Minhāj al-Fākhir fī ʿIlm al-Baḥr al-Zākhir (O Método Precioso sobre a Ciência do Mar Agitado)

- Tuḥfat al-Fuḥūl fī Tamhīd al-Uṣūl ʿIlm al-Baḥr (O Presente dos Homens Dignos na Introdução aos Princípios da Ciência Marítima)

- Sharḥ Tuḥfat al-Fuḥūl fī Tamhīd al-Uṣūl ʿIlm al-Baḥr (Um comentário a “O Presente dos Homens Dignos”)

- Qilādat al-Shumūs wa-Istikhrāj Qawāʾid al-Usūs (Colar de Sóis e o Cálculo das Regras das Bases). Comparação dos caléndarios de diferentes eras, Persa, Copta, Islámica, de utilidade para a navegação.

- Mirʾāt al-Salāk li-Kurāt al-Aflāk (Espelho dos Viajantes nas Esferas Celestiais)